# Mala Žuljevica
Mala Žuljevica (cyr. Мала Жуљевица) – wieś w Bośni i Hercegowinie, w Republice Serbskiej, w gminie Novi Grad. W 2013 roku liczyła 62 mieszkańców.